# پی‌بی‌آر۳۲۲
وکتور کلونینگ پلاسمیدی pBR322

pBR322

اکثر باکتریها حاوی یکسری اطلاعات خارج کروموزومی DNA به نام پلاسمید می‌باشند. پلاسمید یک مولکول حلقوی بسته نسبتاً کوچک می‌باشد که دارای ژنهای مقاومت به آنتی‌بیوتیک یا ژنهای متابولیسم سوبستراهای غیرمعمولی را حمل می‌نماید. یکی از جالب توجه‌ترین پلاسمیدها وکتور pBR322 می‌باشد (پس از ساخته شدن بوسیله BolivarوRodriguez) به این نام شناخته شده‌است. این پلاسمید دارای مبدأ همانندسازی یا ori باکتریایی می‌باشد که همانندسازی این باکتری را در میزبان باکتریایی تضمین می‌کند. این پلاسمید همچنین دارای دو ژن رمز کننده مقاومت به آنتی‌بیوتیک‌های آمپی سیلین و تتراسایکلین می‌باشد که این ژنها امکان انتخاب سلولهای حاوی این پلاسمید را می‌دهند. باکتریهایی که این پلاسمید را دریافت کرده باشند در محیط حاوی آنتی‌بیوتیک ذکر شده قابلیت رشد و تقسیم دارند. جایگاه‌های شناسایی متعددی مربوط به آنزیم‌های محدود کننده در این پلاسمید وجود دارد که این جایگاه‌ها برای وارد کردن DNA خارجی به این پلاسمید مورد استفاده قرار می‌گیرد.
تنوع در جایگاه‌های شناسایی نه تنها امکان انتخاب یک آنزیم محدود کننده را آسانتر می‌کند بلکه با توجه به اینکه بعضی از این جایگاه‌ها در یک ژن مقاومت به آنتی‌بیوتیک‌ها قرار دارند حضور یک قطعه خارجی منجر به از بین رفتن مقاومت به آنتی‌بیوتیک می‌شود، این روش اصطلاحاً ورود غیرفعال کننده Insertion inactivation نامیده می‌شود.